# Einfamilienhaus

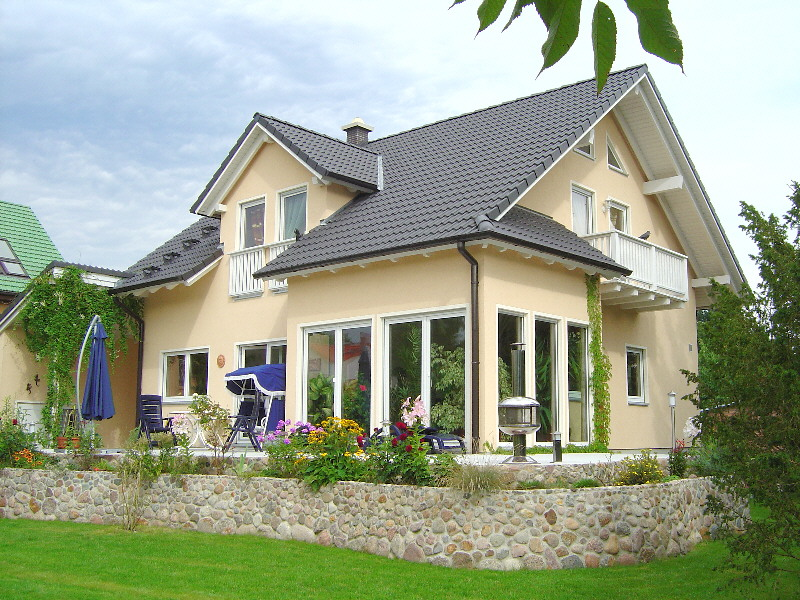
Freistehendes Haus

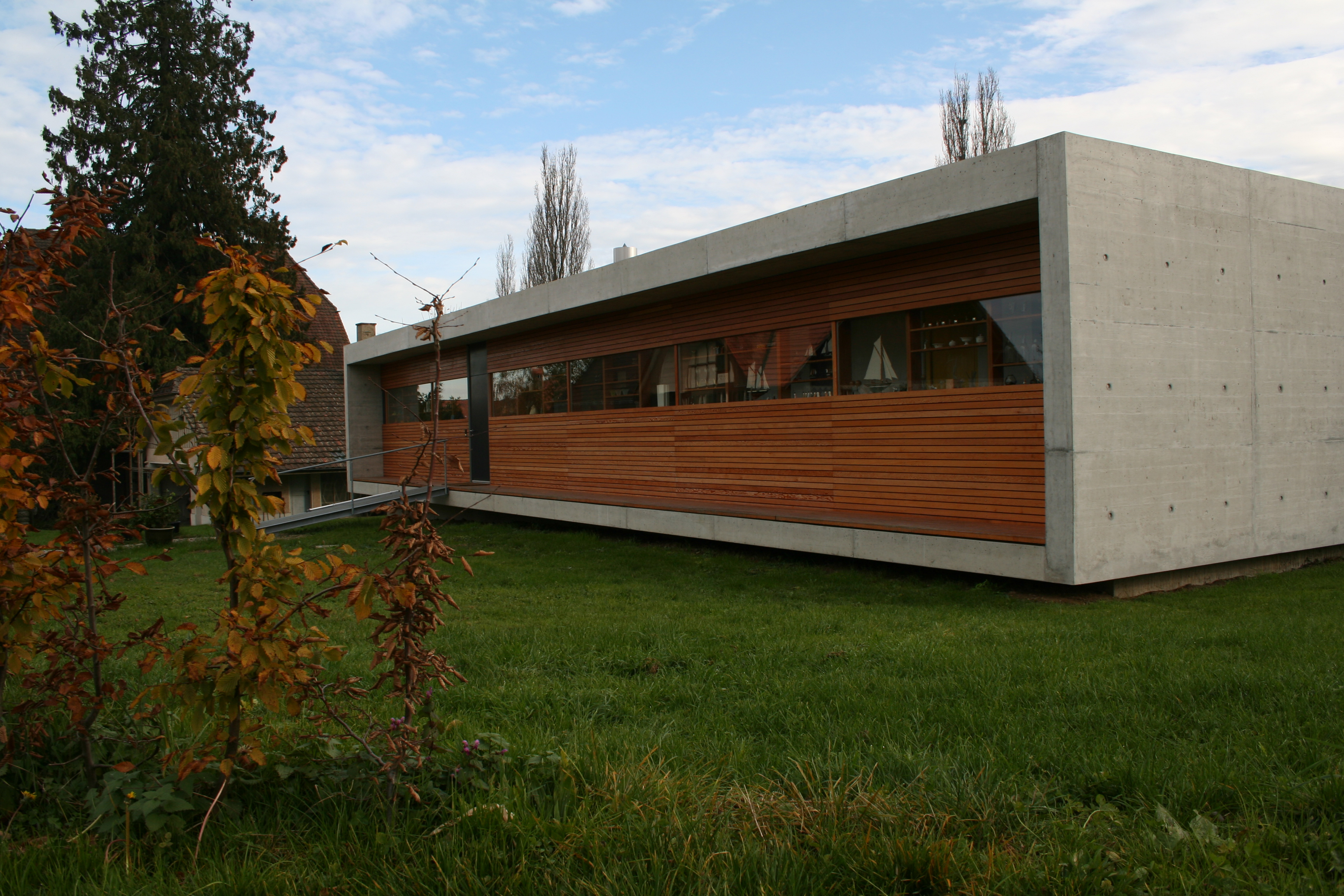
Individuelles Einfamilienhaus in zeitgenössischer Architektur

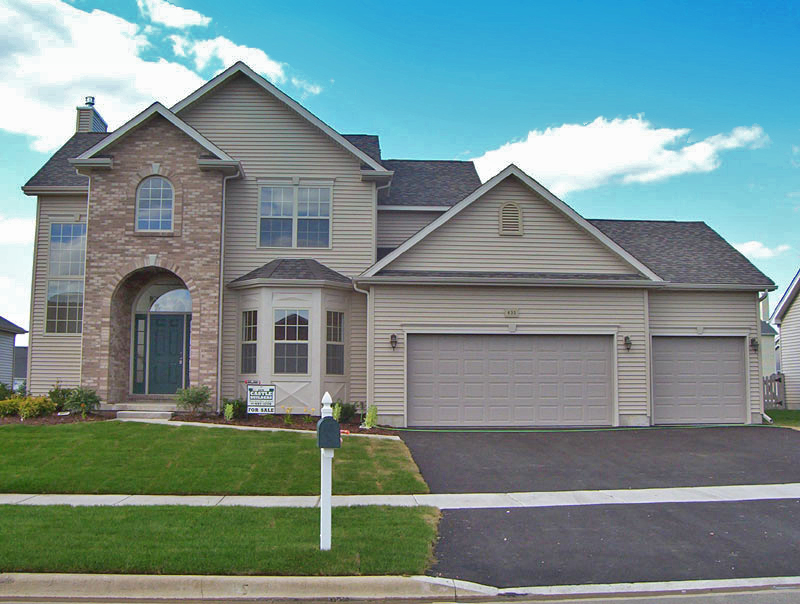
Ein US-amerikanisches Einfamilienhaus

Ein Einfamilienhaus, auch Einfamilienwohnhaus oder Familienhaus, ist ein Gebäude, das als Wohnhaus für eine Familie dient (allgemeiner: für eine überschaubare Gruppe von Menschen, die einen gemeinsamen Haushalt führen, wie Wohngemeinschaften oder Paare) und eine Wohneinheit enthält. Es gehört zu den Gebäuden mit nur einer „Nutzungseinheit“ – im Gegensatz zum Mehrfamilienwohnhaus.
Einfamilienhäuser stehen in der Regel im Eigentum des Nutzers und werden dann Eigenheim genannt. Ein Eigenheim stellt eine Variante des Wohneigentums dar. Laut Statistischem Bundesamt besaßen 2018 30,7 % der Haushalte in Deutschland ein Einfamilienhaus. Seltener werden Einfamilienhäuser vom Eigentümer an einen anderen Nutzer vermietet.
2022 standen in Deutschland 13 Millionen Einfamilienhäuser. Das sind 31 % aller Wohnungen in Wohngebäuden. 3,2 Millionen waren Zweifamilienhäuser (15,2 % aller Wohnungen) und 3,3 Millionen waren Mehrfamilienhäuser (52,5 % aller Wohnungen). Somit waren 66,7 % aller Wohngebäude in Deutschland Einfamilienhäuser, zusammen mit den Zweifamilienhäusern waren es 83 %.

## Typen
Neben dem Reihenhaus und der Doppelhaushälfte ist das freistehende Einfamilienwohnhaus die häufigste Form eines Wohnhauses (zusammen 65 % der 18 Mio. Wohnhäuser in Deutschland). Eine weitere Form sind Hof- oder Atriumhäuser, beispielsweise die Hofhäuser moderner „Teppichsiedlungen“ und das altrömische Atriumhaus. Ein Einfamilienwohnhaus kann eingeschossig als Bungalow oder mehrgeschossig ausgeführt sein.
Als Einfamilienhaus gilt auch ein Gebäude, in dem sich zwei Wohneinheiten befinden, sobald eine davon eine Einliegerwohnung ist. In diesem Falle bleibt es unbeachtet, ob das Gebäude über zwei getrennte Eingänge verfügt oder Haupt- und Einliegerwohnung im Gebäudeinneren voneinander getrennt sind. Entscheidend ist, ob die zweite Wohnung (Einliegerwohnung) gegenüber der Hauptwohnung von untergeordneter Bedeutung ist. Die Einliegerwohnung wird in geeigneten Gebieten auch für Urlaubervermietung bereitgestellt.
Freistehende Einfamilienhäuser gibt es in unterschiedlicher Größe und unterschiedlicher Ausstattung, die Spanne reicht vom einfachen Siedlungshaus innerhalb von Kleinsiedlungsgebieten bis zur aufwändig ausgestatteten Villa oder dem Landhaus.
Ferien- und Wochenendhäuser werden in Deutschland nicht zu den Einfamilienhäusern gerechnet, da sie nicht ständig bewohnt werden oder nicht den üblichen Wohnansprüchen genügen. Zudem ist häufig die zulässige Grundfläche begrenzt, sodass Ausbauten und Erweiterungen in der Regel nicht zulässig sind.

## Geschichte
Die Entwicklung des Einfamilienhauses als reines Wohnhaus ist vergleichsweise jung. Vor der Industriellen Revolution war das Bauern- oder Bürgerhaus der übliche Wohnort für den größten Teil der Bevölkerung. Darin fand Wohnen und Arbeiten oft unter einem Dach statt. In der Hausgemeinschaft wohnten nicht nur die Kleinfamilie, sondern oft Mitarbeiter des Betriebs oder weitere Verwandte („Ganzes Haus“ statt Kleinfamilie).
Vorläufer des heutigen Einfamilienhauses sind die Villenbauten der Antike und der Renaissance. In Anlehnung daran entstanden zunächst im 19. Jahrhundert mit der Herausbildung der bürgerlichen Kleinfamilie großbürgerliche Villen. Der Ursprung des Einfamilienhauses leitet sich zum einen von diesen Villen des Großbürgertums des 19. Jahrhunderts mit historisierenden oder klassizistischen Stilelementen und zum anderen vom Einfluss der Gartenstadtbewegung des Briten Ebenezer Howard zur Jahrhundertwende ab.
Die Verbreitung hat mit der Etablierung bürgerlicher Lebensformen im nicht-bürgerlichen Milieu zu tun. Arbeiten und Wohnen fanden an unterschiedlichen Orten statt. So wurde das Wohnen als intimer Rückzugsraum gesehen und es entstand das Ideal der bürgerlichen Kleinfamilie in eigener abgeschlossener Wohnung mit selbstbestimmter Freizeitgestaltung. Eine erste Welle von Eigenheimen entstand durch Kriegersiedlungen nach dem Ersten Weltkrieg. Die weite Verbreitung des Einfamilienhausbaus fand mit dem Bedarf und den Möglichkeiten in den 1960er Jahren nach Abschluss der Nachkriegsjahre statt. Mit zunehmendem Wohlstand konnte sich ein großer Anteil aus den Arbeiter- und Angestelltenmilieus den „Traum vom Einfamilienhaus“ verwirklichen. Häufig erfolgte der Aufbau mit hohem Eigenleistungsanteil.
In Schweden entstand am Anfang der 1890er Jahre, zuerst als im Verein in Motala, später auch durch Gesetzgebung, eine so genannte Eigenheimbewegung mit dem Ziel, Arbeiterfamilien zu unterstützen, sich ein Eigenheim leisten zu können. In den folgenden Jahrzehnten erhielt diese Bewegung große Bedeutung dabei, die Emigration nach Nordamerika zu begrenzen.

## Architektur

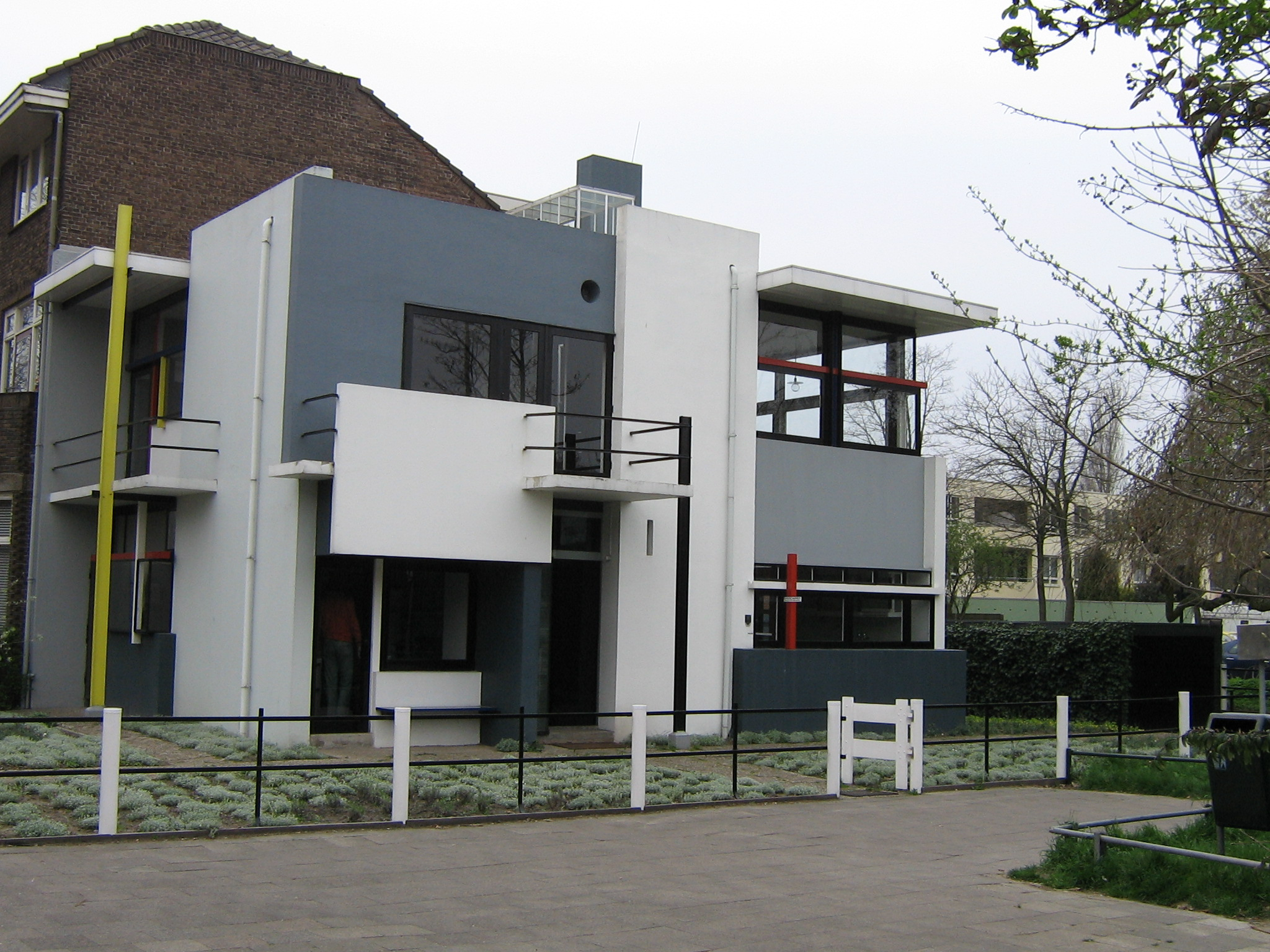
Architekturikone Rietveld-Schröder-Haus

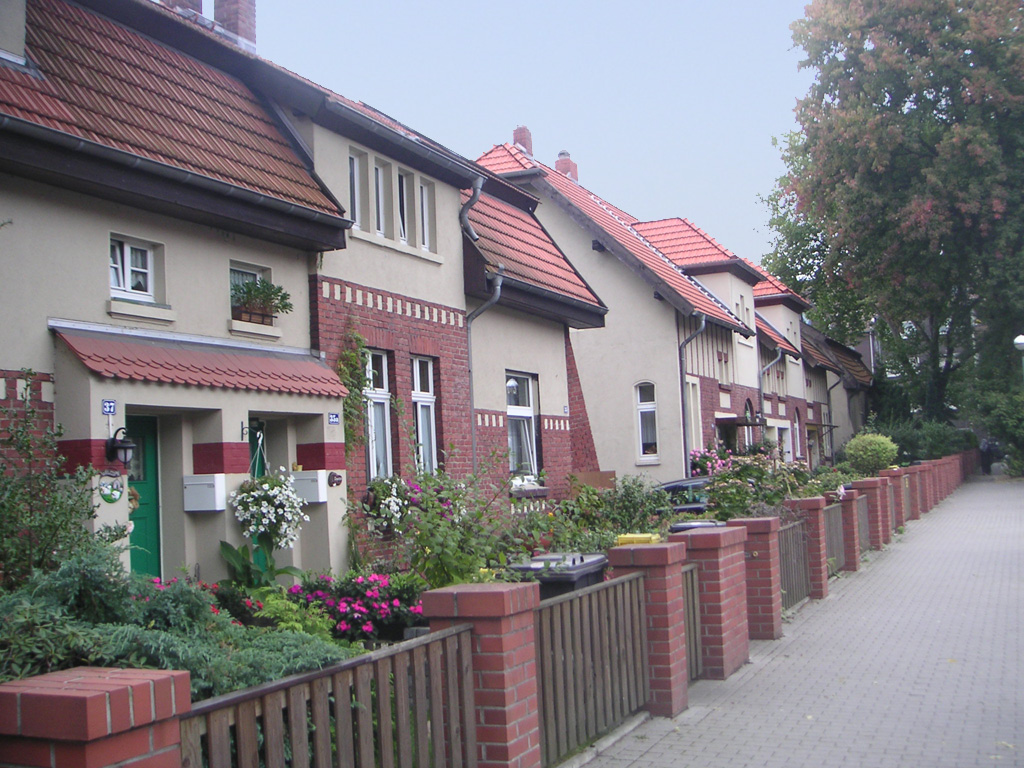
Reihenhäuser in einer Zechensiedlung in Gelsenkirchen

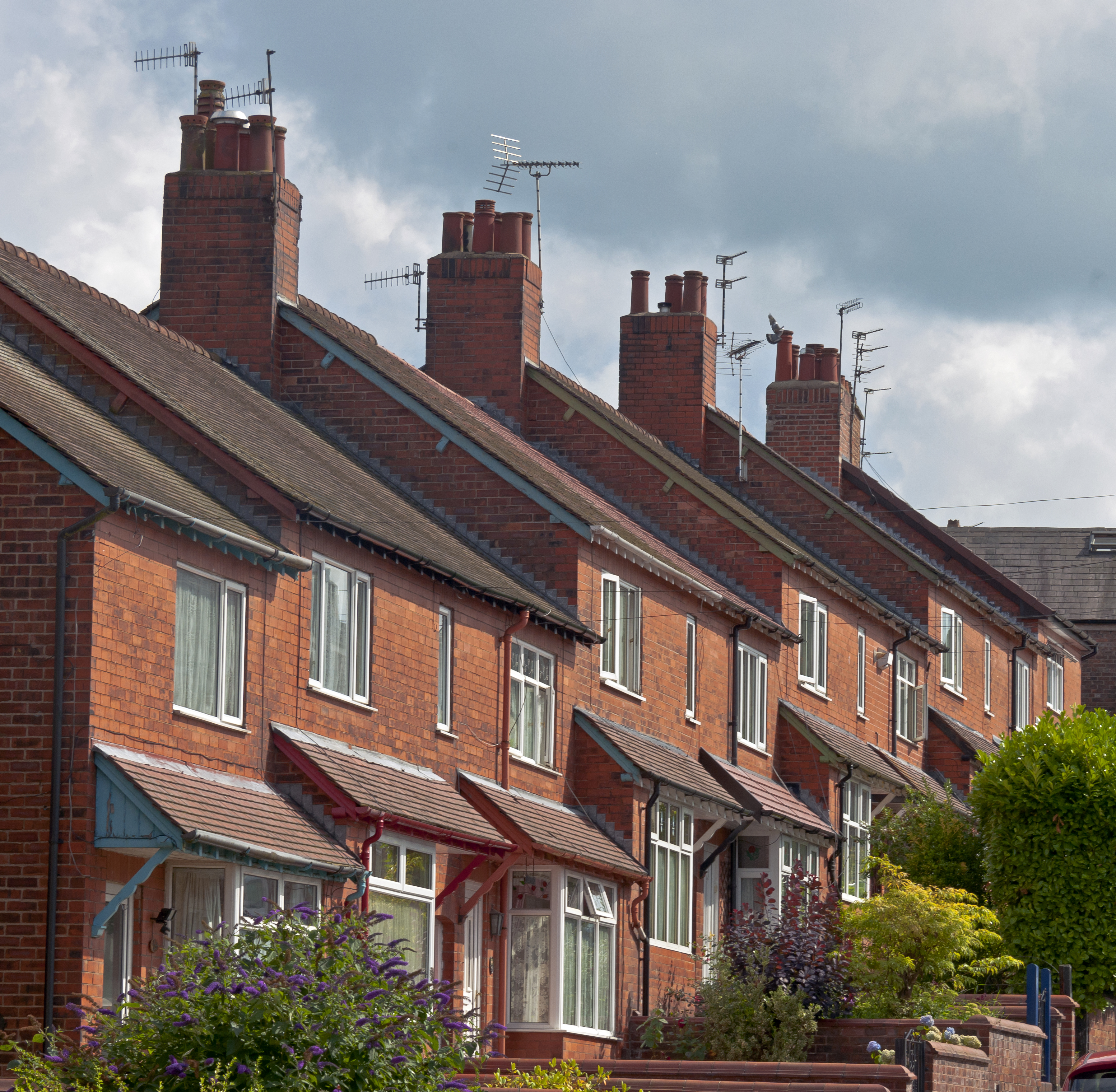
Typische Reihenhäuser für Großbritannien und Irland

Einfamilienhäuser beruhen vorrangig auf den individuellen Vorstellungen der Bauherren und Nutzer. In diesem Fall sind die Entwürfe ohne individuellen und ausgearbeiteten Anteil durch einen Architekten. Ein weiterer Anteil sind von Architekten als Prototyp oder Musterhaus entworfene in Serien hergestellte Häuser.
Das Thema Einfamilienhaus und seine Vorläufer hat eine lange Tradition in der Baugeschichte. Schon in der Antike kam das Baukonzept der römischen Villa und des römischen städtischen Atriumhauses dem Einfamilienhaus nahe. Die Bauaufgaben waren ein wichtiges Thema für Architekten. In der Renaissance war für Architekten der Bau von Villen eine Aufgabe.
Die Häuser – als relativ überschaubare Bauaufgabe – wurden oft zu Anschauungsobjekten der jeweiligen Architekturauffassung, und es entstanden Ausnahmebauten der Architektur-Avantgarde. Einige Häuser, wie das Rietveld-Schröder-Haus (1924, Gerrit Rietveld), die Villa Savoye (1928, Le Corbusier), die Villa Tugendhat (1930, Mies van der Rohe), Fallingwater (1937, Frank Lloyd Wright), wurden zu Architekturikonen der Moderne. Das eigene Einfamilienhaus des Architekten ermöglichte dem Architekten, eigene Ideen umzusetzen. Solche Beispiele sind: Wohnhaus Eames (1949, Charles Eames), Vanna Venturi Haus (1964, Robert Venturi), Haus Gehry (1978, Frank O. Gehry) oder Haus R 128 (2000, Werner Sobek). Besonders kommt für solche Bauten zunehmend das Material Holz zum Einsatz: In Bayern sind 17 Prozent der Häuser aus Holz. Der Einfluss auf die breite Masse der gebauten Einfamilienhäuser ist wohl vorhanden, aber im Einzelnen nicht nachweisbar. Einfamilienhäuser in Mitteleuropa werden vor allem in Vorstädten und dem Umland errichtet, so unterscheidet sich das Erscheinungsbild nach Umständen und Region.
In Deutschland begrenzen Bebauungsplan oder Gestaltungssatzung die Gestaltungsvarianten. Der Rahmen für unterschiedliche Einzelgebäude von einzelnen Bauherren nach individuellen Architekturvorstellungen ist dadurch begrenzt. Die Individualität reicht vom individuellen Architektenhaus, das genau auf die jeweiligen Wünsche und Bedürfnisse des Bauherren abgestimmt ist, bis zum Fertighaus aus dem Katalog. Die Alternative sind ganzheitlich geplante Siedlungen, bei denen alle Häuser einen gemeinsamen Architekturgedanken haben. In Deutschland war dies als Gartenstadt und Arbeitersiedlung bis in die 1960er Jahre eine verbreitete Praxis. Eine ähnliche Entwicklung gab es in Großbritannien und Irland: Es wurden von Investoren ganze Straßenzüge und Siedlungen mit identischen Einfamilienhäusern bebaut und verkauft.

## Vorteile
Ein wichtiger Vorteil im Vergleich zur Eigentums- oder Mietwohnung ist die größere Selbstbestimmung bei Gebäudegestaltung und Lebensführung, durch räumliche Distanz zum Nachbarn. Störungen werden unwahrscheinlicher. Lediglich Vorschriften der Landesbauordnungen und eventuell der Bebauungspläne geben Rahmenbedingungen vor. Dieser Vorteil besteht besonders beim freistehenden Einfamilienhaus. Bei Doppelhaushälften und Reihenhäusern ist der Eigentümer in der Gestaltungsfreiheit über Gebäude und Garten stärker eingeschränkt. Einfamilienhaussiedlungen verbrauchen mehr Land als andere Siedlungsformen, jedoch wird ein Teil naturnaher genutzt als in verdichteten Bebauungen.

## Nachteile
Laut wissenschaftlichen Untersuchungen bauen sich viele Menschen Häuser, die sie in dieser Größe nicht unbefristet brauchen: Die gemeinsamen Kinder wohnen durchschnittlich 10 Jahre in diesem Haus, ziehen sie aus, wird es nur mehr minimal genutzt. Mit zunehmendem Alter wird es für die verbliebenen Bewohner (auch aufgrund fehlender Barrierefreiheit) schwierig, z. B. in das Obergeschoss, auf den Dachboden oder in den Keller zu gelangen. Meist sind auch keine Einkaufsmöglichkeiten, Ärzte etc. in unmittelbarer Umgebung vorhanden, womit man auf das Auto oder öffentliche Verkehrsmittel angewiesen ist. Besonders für Städte ist das Einfamilienhaus somit kein Baukonzept für die Zukunft.
Durch die lockere Bebauung in ein- oder zweigeschossiger Bauweise steigt der Landverbrauch im Vergleich zur Zeilenbau- und Blockrandbebauung und zu mehr- oder vielgeschossigen Bauweisen deutlich an. Der Nachteil gilt vorrangig für freistehende Häuser. Ein Bungalow hat den größten Flächenverbrauch für das Gebäude selbst, für Garten und das öffentliche versiegelte Straßenland pro Wohneinheit, hinzu kommt der Aufwand zur Erschließung der technischen Infrastruktur.

## Öffentliches Interesse
In einigen Gebieten wird der Bau von Einfamilienhäusern gegenüber Großsiedlungen mit zu mietenden Wohnungen staatlich geplant und gefördert. Weitere Steuerungsmittel sind beispielsweise Eigenheimzulage, Eigenheimrente und Eigenheimrate. Dabei stehen die Interessen der Bevölkerung in verschiedenen Staaten mit den politischen Vorgaben und den Traditionen im Wohnhausbau mitunter in Gegensatz. Nach den Umfragen der interhyp ergeben sich für Deutschland folgende Aussagen: Zwar ist für 99 % der Befragten Gesundheit wichtig, jedoch für 97 % eine attraktive Wohnung, was für 80 % in eigenen „vier Wänden“ möglich und für 91 % in Wohneigentum möglich ist. Auch wenn nur 23 % glauben, dass sich das Wohneigentum realisieren lässt, existieren Vorgaben für die gewünschte Architekturform.
Für die Einrichtung und Ausstattung des Eigentumhauses ergab diese Umfrage in den 2010er Jahren unter Deutschen: Einbauküche (81 %), Garten an der Immobilie (77 %), Gäste-WC (77 %), energiesparende Isolierung (74 %), Garage (73 %) und Kamin (58 %). Für das Wohnumfeld zeigten sich 82 % der Hausbesitzer mit der Immobilie im Grünen zufrieden, je 80 % bezeichneten die Nähe von Einkaufsmöglichkeiten und Ärzten am Standort zufrieden, dagegen vermissen 43 % eine ergänzende soziale Umgebung wie Vereine oder Schwimmbäder.